# Strugnano
Strugnano (in sloveno Strunjan) è una località della Slovenia, frazione del comune di Pirano.

## Geografia
Strugnano si affaccia su un'insenatura del mar Adriatico, nell'Istria nord-occidentale. L'insediamento è formato inoltre da altri agglomerati: Carbonaro (Karbonar), Marzanedo (Marčane), Punta Nambole (Pretski Grič), Ronco (Ronek) e Santo Spirito (Sv. Duh).

## Monumenti e luoghi d'interesse
- Santuario della Madonna di Strugnano, situato sulle pendici occidentali del monte Ronco. Nella notte tra il 14 e il 15 agosto 1512 la Madonna sarebbe apparsa a due guardie dei vigneti, Pietro Zagabria e Giovanni Grandi, pregandole di chiedere alle autorità cittadine di riparare la chiesa, che era in rovina a causa di un terremoto[1]. La chiesa, restaurata e successivamente ampliata, nel 1520 fu arricchita con la tela dell'Apparizione, di Francesco Valerio Marini. Col tempo divenne il centro di pellegrinaggio più importante di tutta l'Istria.

- Parco Naturale di Strugnano, che presenta particolari caratteristiche geologiche e geomorfologiche, oltre che grandi varietà biotiche ed al fatto che si tratta della fascia continua di natura più lunga dell'intero Golfo di Trieste. Oltre ai quattro chilometri di costa, che rappresentano con le loro scogliere marnose una specificità in tutto l'Adriatico, vivono nella riserva numerose e caratteristiche specie animali e vegetali. Il settore della foce del torrente Roja fu trasformato già nel Medioevo in saline, oggi tutelate come patrimonio storico. Nelle immediate vicinanze si trova una laguna, detta Chiusa, un tempo peschiera.